# Географија насеља
Географија насеља је географска дисциплина, део друштвене географије. Бави се проучавањем насељених места и њихове територијалне мреже и система. Истражује типологију насеља, географске претпоставке њиховог постанка и развоја, групне облике насељавања, укупан број неких насеља у некој области или држави итд.

## Историјат
Села се проучавају 10.000 година, а градови око 6.000 година. Прве научне основе географији насеља дали су Александар фон Хумболт, Фридрих Рацел и Карл Ритер. Код нас је оснивач Јован Цвијић, а нагли развој доживљава током 1950-их година.

### Појава и развој
Географија насеља је прошла кроз неколико фаза развоја. Од појаве први географских знања до научног утемељења. Том приликом наука је прошла кроз бројне теоријско-филозофске правце (детерминизам, посибилизам, прагматизам итд).

### Фазе развоја науке
Географија насеља је прошла кроз три фазе развоја:
- дескриптивна (описна) — од појаве првих поимања до научног утемељења,
- научна (екстрактивна) — од краја XVIII века до краја Првог светског рата и
- примењена (апликативна) - од средине 1930-их до данас.

## Предмет проучавања
Уопштено речено предмет проучавања географије насеља је насеље, као основна насеобинска јединица. Постоје два схватања о предмету проучавања:
- проучавање постанка, положаја, типа и историјског и географског развоја (градска и сеоска насеља)
- проучавање битних физичких, друштвених и регионалних карактеристика и законитости (сви типови насеља)

## Подела географије насеља
Географија насеља се може поделити на следећи начин:
- Теоријска (општа) — бави се општим питањима, формулисањем теорије и методологије, као и објашњењем целе науке,
- Рурална географија — бави се проучавањем сеоских насеља и његових битних карактеристика,
- Урбана географија — бави се проучавањем градских насеља и његових битних карактеристика,
- Географија привремених насеља — бави се проучавањем привремених насеља (кампови, катуни итд.) и
- Апликативна географија — бави се применом резултата и праксе у планирању и уређењу насеља (просторно планирање).

## Врсте насеља
Насеља се могу поделити на стална и привремена:
- Стална насеља су: села, градови и мешовита насеља
- Привремена насеља су: катуни, салаши, мајури, рибарска насеља, черге, кампови и викенд-насеља.

## Веза са другим наукама
Географија насеља је самостална дисциплина, која је тесно повезана са неколико наука. На првом месту, са географијом, као основном науком о простору. Веза са социологијом огледа се у проучавању основних одлика становништва, где се једним делом примењују и психолошка знања. Економска географија обезбеђује знања о пољопривредним и индустријским карактеристикама насеља и на крају блиска веза остварује се и са осталим друштвеним и физичким наукама у оквиру географије, на првом месту географија становништва, геоморфологија, педологија, и др.